# バルバラーノ・ロマーノ
バルバラーノ・ロマーノ（伊: Barbarano Romano）は、イタリア共和国ラツィオ州ヴィテルボ県にある、人口約1,000人の基礎自治体（コムーネ）。

## 地理

### 位置・広がり
ヴィテルボ県のコムーネ。県都ヴィテルボから南へ19kmの距離にある。

#### 隣接コムーネ
隣接するコムーネは以下の通り。
- ブレーラ
- カプラーニカ
- ヴェヤーノ
- ヴェトラッラ
- ヴィッラ・サン・ジョヴァンニ・イン・トゥーシャ

### 気候分類・地震分類
バルバラーノ・ロマーノにおけるイタリアの気候分類 (it) および度日は、zona D, 2024 GGである。
また、イタリアの地震リスク階級 (it) では、zona 3A (sismicità bassa) に分類される。